# Райка-коваль
Райка-коваль (Hypsiboas faber) — вид земноводних з роду Райка-гладіатор родини Райкові.

## Опис
Загальна довжина досягає 9 см. Голова середнього розміру, морда майже трикутна. Очі великі, опуклі. Шкіра грубозерниста. Задні кінцівки довші за передні. Передні лапи відрізняються сильним розвитком дисків на кінцях пальця. Вони чудово діють на зразок лопаточок. Днем верхня сторона тіла глинясто—жовта, уздовж середини спини проходить чорна смуга. Забарвлення доповнюється окремими неправильними тонкими чорними рисками та крапками. На верхній стороні кінцівок присутні нечіткі темні поперечні смуги. Пах вохристо—жовтий, так само як і шкіра черева. У темряві забарвлення стає червоно—коричневим.

## Спосіб життя
Полюбляє тропічні та субтропічні низинні ліси, узбережжя річок, болота, плантації, ставки. Зустрічається на висоті від 150 до 800 м над рівнем моря. Ковалем ця райка названа за свій гучний крик, що нагадує удари молотка по металу. Спляча вдень квакша не закриває повік, а надзвичайно звужує зіницю, захищаючи таким чином сітківку від світла. Вночі полює на різних комах, перш за все, нічних метеликів.
У лютому будує у водоймі кільцеподібний вал з мулу, всередині якого виявляється маленький замкнутий басейн, куди і відкладається ікра. Споруда має 30 см в діаметрі і 10 см заввишки. Будує тільки самиця, самець сидить при цьому у неї на спині, абсолютно безмовно. Коли самиця будує кільцевої вал, то на поверхні води час від часу з'являється голова і верхня частина тіла «будівельника», навантаженого мулом. Внутрішні стінки валу райка старанно згладжує за допомогою черева, горла і передніх кінцівок. Робота відбувається виключно вночі. Вал споруджується протягом двох ночей, і відразу ж або протягом 4—5 днів після закінчення будівлі в неї відкладаються яйця. Через 4—5 днів вилуплюються пуголовки з надзвичайно великими зябрами, що розвиваються потім в маленьких штучних водоймах.

## Розповсюдження
Поширена у провінції Місьйонес (Аргентина), значній території Бразилії, східному Парагваї.